# 묘두사
묘두사(猫頭蛇)는 경기도 장단군에 전설이 전해져오는 괴물이다. 『송도기이』에 그 내력이 기록되어 전한다.
장단군 화장사 불전 뒷편 바위틈에 살았다는 괴물 뱀으로, 이따금씩 머리만 바위틈 밖으로 내미는데 그 머리가 뱀이 아니라 새끼고양이의 머리다. 왠지는 모르지만 새들이 이것을 주인으로 따랐다.  비가 올 무렵에 푸른 연기를 내뿜는데 이것이 몸에 좋아 특히 학질(말라리아)을 낫게 해 주었다고 한다.  그래서 학질병자들이 찾아와 병을 치료하곤 했다. 사람들이 보답으로 바치는 먹이도 잘 받아먹으며 50여년간 잘 지냈는데 박만호(朴萬戶)라는 선비가 사람들이 요사스러운 것을 믿는 폐단이 심하다며 활을 냅다 쏘아 죽여버렸다. 박만호는 그 뒤 딱히 해코지를 당하지도 않고 집안도 번창했다 한다.:171
사람들에게 도움이 되는 신령한 짐승이 선비의 독단에 의해 허무하게 퇴치당하고, 그 뒤 선비는 오히려 집안이 번창했다는 이야기로, 조선시대에 유교가 보급됨에 따른 민간신앙의 패배를 상징하는 이야기로 해석된다.